# Вананд (село)
Це стаття про село Вананд. Стаття про історичний регіон — Вананд
Вананд (вірм. Վանանդ) — село в марзі Армавір, на заході Вірменії. Розташоване на південний захід від міста Армавір, за 5 кілометрів від вірменського кордону з Туреччиною. Село було засноване у 1984 році як колгосп. Наразі в ньому існує одна школа, будинок культури та общинний центр.